# Kefersteinia bismarckii
Kefersteinia bismarckii är en orkidéart som beskrevs av Dodson och David Edward Bennett. Kefersteinia bismarckii ingår i släktet Kefersteinia och familjen orkidéer. Inga underarter finns listade i Catalogue of Life.